# ホレス・シルヴァー
ホレス・シルヴァー（Horace Silver、本名:Horace Ward Martin Tavares Silva、1928年9月2日 - 2014年6月18日）は、コネチカット州ノーウォーク出身のジャズ・ピアニストである。ジャンルはファンキー・ジャズ、ソウル・ジャズ、ハード・バップなどだった。ファンキーかつソウルフルなプレイスタイルで知られた。
彼の音楽性はブルース、ソウル/R&B、ゴスペル音楽、アフリカ音楽など幅広い音楽に影響されていた。

## バイオグラフィ
アフリカ系ポルトガル人であるカーボベルデ人の父にアイルランド人とアフリカ系の混血の母を持つカーボベルデ系アメリカ人の出身である。幼少期からピアノを始め、クラシック音楽も学んだ。シルヴァーの父親は、息子にカーボベルデの音楽を教えた。
初期はサックス奏者であったが、後にピアノに切り替えた。バド・パウエルに強く影響を受けた。コネチカット州ハートフォードのクラブでスタン・ゲッツと出会う。ニューヨークに移りアート・ブレイキーと組む。1952年と1953年に自己のトリオにブレイキーなどを加えたセッションを録音する。ブレイキーとの共演は4年間も続き、この間に名トランペッター、クリフォード・ブラウンを含めたカルテットでアルバム『バードランドの夜』をバードランドにて録音。油井正一は、シルヴァーの曲「シスター・セイディ」を、アーメン・ナンバーと形容した。
1956年にはブレイキーから離れ、自己のハード・バップ・クインテットを作る。ブルーノート・レコードに『ソング・フォー・マイ・ファーザー』(1964)など多くのアルバムを残す。この時代に日本への印象を描いたアルバム『ザ・トーキョー・ブルース』を発表している。
1970年代後半にブルーノートは活動を休止する。シルヴァーは自分の音楽性を他レーベルに理解してもらえなかったために、1981年に短期間であったが自己レーベル、シルヴェートを作った。1990年代に入り、トミー・リピューマにより再興されたインパルス!レコードに移籍、マイケル・ブレッカーやランディ・ブレッカー、ロン・カーターらと共演している。
2014年6月18日、アメリカ、ニューヨーク州ニューロシェルの自宅にて死去。85歳没。

## 代表的な曲
- 「ソング・フォー・マイ・ファーザー」 - "Song for My Father"
- "シスター・セイディ"
- "ブローイン・ザ・ブルース・アウェイ"
- "Lonely Woman"
- "The Preacher"
- "Opus de Funk"
- "Safari"
- "Quicksilver"
- "The Dragon Lady"
- "Horacescope"

## ディスコグラフィ

### アルバム
- 『ホレス・シルヴァー・トリオ』 - New Faces New Sounds (Introducing the Horace Silver Trio)（1952年10月録音）(Blue Note) 1953年。
  - のち（曲追加・改題）『ホレス・シルヴァー・トリオ&アート・ブレイキー、サブー』 - Horace Silver Trio and Art Blakey-Sabu（1952年10月、1953年11月録音）(Blue Note) 1955年。
- 『ホレス・シルヴァー&ザ・ジャズ・メッセンジャーズ』 - Horace Silver and the Jazz Messengers（1954年、1955年録音）(Blue Note) 1956年
- 『シルヴァーズ・ブルー』 - Silver's Blue（1956年7月録音）(Epic) 1957年
- 『6ピーシズ・オブ・シルヴァー』 - 6 Pieces of Silver（1956年11月録音）(Blue Note) 1956年
- 『ザ・スタイリングス・オブ・シルヴァー』 - The Stylings of Silver（1957年5月録音）(Blue Note) 1957年
- 『ファーザー・エクスプロレイションズ』 - Further Explorations（1958年1月録音）(Blue Note) 1958年
- 『フィンガー・ポッピン』 - Finger Poppin'（1959年1月録音）(Blue Note) 1959年
- 『ブローイン・ザ・ブルース・アウェイ』 - Blowin' the Blues Away（1959年8月、9月録音）(Blue Note) 1959年
- 『ホレス・スコープ』 - Horace-Scope（1960年7月録音）(Blue Note) 1960年
- 『ドゥーイン・ザ・シング』 - Doin' the Thing（1961年5月録音）(Blue Note) 1961年（ライヴ）
- 『ザ・トーキョー・ブルース』 - The Tokyo Blues（1962年7月録音）(Blue Note) 1962年
- 『シルヴァーズ・セレナーデ』 - Silver's Serenade（1963年5月録音）(Blue Note) 1963年
- 『ソング・フォー・マイ・ファーザー』 - Song for My Father（1963年、1964年録音）(Blue Note) 1965年
- 『ザ・ケープ・ヴァーディーン・ブルース』 - The Cape Verdean Blues（1965年10月録音）(Blue Note) 1966年
- 『ザ・ジョディ・グラインド』 - The Jody Grind（1966年11月録音）(Blue Note) 1967年
- 『セレナーデ・トゥ・ア・ソウル・シスター』 - Serenade to a Soul Sister（1968年2月、3月録音）(Blue Note) 1968年
- 『ユー・ガッタ・テイク・ア・リトル・ラヴ』 - You Gotta Take a Little Love（1969年1月録音）(Blue Note) 1969年
- 『ザット・ヒーリン・フィーリン』 - That Healin' Feelin'（1970年4月、6月録音）(Blue Note) 1970年
- 『トータル・レスポンス』 - Total Response（1970年、1971年録音）(Blue Note) 1972年
- All（1972年録音）(Blue Note) 1972年
- 『27番目の男 (イン・パースート・オブ・ザ・27thマン)』 - In Pursuit Of The 27th Man（1972年10月、11月録音）(Blue Note) 1973年
- 『シルヴァー・ン・ブラス』 - Silver 'n Brass (Blue Note) 1975年
- 『シルヴァー・ン・ウッド』 - Silver 'n Wood (Blue Note) 1976年
- 『シルヴァー・ン・ヴォイシズ』 - Silver 'n Voices (Blue Note) 1976年
- 『シルヴァー・ン・パーカッション』 - Silver 'n Percussion (Blue Note) 1978年
- 『シルヴァー・ン・ストリングス〜スフィアーの音楽』 - Silver 'n Strings Play the Music of the Spheres (Blue Note) 1980年
- Guides to Growing Up (Silveto) 1981年
- Spiritualizing the Senses (Silveto) 1983年
- There's No Need to Struggle (Silveto) 1983年
- The Continuity of Spirit (Silveto) 1985年
- Music to Ease Your Disease (Silveto) 1988年
- 『イッツ・ゴット・トゥ・ビィ・ファンキー!!』 - It's Got to Be Funky（1993年2月録音）(Columbia) 1993年
- 『ペンシル・パッキン・パパ』 - Pencil Packin' Papa（1994年1月録音）(Columbia) 1994年
- 『ザ・ハードバップ・グランドポップ』 - The Hardbop Grandpop（1996年2月、3月録音）(Impulse!) 1996年
- 『ブルースに処方箋』 - A Prescription For The Blues（1997年5月録音）(Impulse!) 1997年
- 『ジャズ・ハズ・ア・センス・オブ・ユーモア』 - Jazz Has A Sense Of Humor（1998年12月録音）(Verve) 1999年
- 『ライヴ・アット・ニューポート'58』 - Live at Newport '58（1958年7月録音）(Blue Note) 2008年（ライヴ）